# Сунь Баоци
Сунь Баоци́ (кит. трад. 孫寶琦, упр. 孙宝琦, пиньинь Sūn Bǎoqí, 26 апреля 1867 — 3 февраля 1931) — правительственный чиновник, министр иностранных дел и исполняющий обязанности председателя Кабинета министров Китайской Республики.

## Биография
Сунь родился в уезде Цяньтан Ханчжоуской управы (современный Ханчжоу провинции Чжэцзян) в 1867 году, в семье Сунь Ицзина, помощника наставника императора Сяньфэна. Сунь получил классическое китайское образование, затем он женился на родственнице Айсиньгьоро Икуана, будущего князя. В 1886 году, Сунь стал младшим секретарем Совета наказаний, на этой должности он пробыл до 1895 года. Назначение в Министерство иностранных дел в 1898 году было отложено из-за Ихэтуаньского восстания. В 1902 году он некоторое время служил в качестве секретаря дипломатической миссии в Вене, Берлине, и Париже, после чего был назначен послом во Франции. Сунь вернулся в Китай в 1906 году и стал главным секретарем совета, занимавшегося вопросами реорганизацией административной системы страны. В 1907 году он стал послом в Германии.

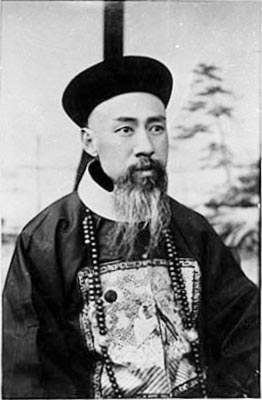
Сунь Баоци — губернатор провинции Шаньдун, 1910

В январе 1909 года Сунь был назначен помощником директора железной дороги Тяньцзинь-Пукоу, а в июне того же года стал губернатором провинции Шаньдун. Сунь был сторонником конституционного правительства Китая. В 1910 году он побуждал имперские власти создать кабинетную систему, а в 1911 году он признал независимость провинции Шаньдун от маньчжурского владычества. Тем не менее, после того, как Юань Шикай занял власть, Сунь был вынужден отозвать это заявление и уйти в отставку.
После падения монархии в 1912 году, Сунь занялся частным бизнесом с цинским князем, и одновременно быстро втянулся обратно в правительство, в качестве исполняющего обязанности генерального директора Таможенного управления. 11 сентября 1913 года он был назначен в кабинет Сюн Силина, где добился договора с Россией, по которому Россия признала сюзеренитет Китая над Монголией, в свою очередь, Китай признал независимость Внешней Монголии. Когда Сунь ушел в отставку в середине февраля 1914 года, он стал исполняющим обязанности премьера, пока Сюй Шичан не вступил в должность в мае. Сунь продолжал служить в качестве Министра иностранных дел до января 1915 года, пока он не ушел в отставку в знак протеста против Двадцать одного требования, выдвинутых премьер-министром Японской империи.
С этого момента, Сунь занимал преимущественно экономические посты, в отличие от своей прежней внешнеполитической работы. В январе 1916 года он стал директором бюро аудита, а в апреле Министром финансов. В 1917 году он был назначен генеральным директором Таможенного управления, в 1920 году стал директором бюро экономического управления. Затем он стал председателем и генеральным директором бюро помощи голодающим, а также заместителем председателя комиссии по реке Янцзы. В январе 1924 года Сунь на некоторое время стал премьер-министром во второй раз, но ушел в отставку в июле после конфликта с министром финансов Ван Kоминем. После этого, Сунь был председателем комитета по иностранным делам и президентом пароходной компании Ханьепин. В 1926 году он был назначен директором Китайско-французского университета. В 1929 году Сунь отправился в Гонконг для лечения хронического кишечного расстройства. Его болезнь ухудшилась, он умер в Шанхае 3 февраля 1931 года.